# Arzviller
Arzviller (fràncic lorenès Eerschwiller) és un municipi francès situat al departament del Mosel·la i a la regió del Gran Est. L'any 2007 tenia 521 habitants.

## Demografia

### Població
El 2007 la població de fet d'Arzviller era de 521 persones. Hi havia 196 famílies, de les quals 40 eren unipersonals (12 homes vivint sols i 28 dones vivint soles), 56 parelles sense fills, 76 parelles amb fills i 24 famílies monoparentals amb fills.
La població ha evolucionat segons el següent gràfic:
Habitants censats

### Habitatges
El 2007 hi havia 222 habitatges, 199 eren l'habitatge principal de la família, 6 eren segones residències i 17 estaven desocupats. 206 eren cases i 16 eren apartaments. Dels 199 habitatges principals, 174 estaven ocupats pels seus propietaris, 24 estaven llogats i ocupats pels llogaters i 1 estava cedit a títol gratuït; 2 tenien dues cambres, 14 en tenien tres, 33 en tenien quatre i 150 en tenien cinc o més. 164 habitatges disposaven pel capbaix d'una plaça de pàrquing. A 74 habitatges hi havia un automòbil i a 103 n'hi havia dos o més.

### Piràmide de població
La piràmide de població per edats i sexe el 2009 era:
| Homes | Edats   | Dones |
| ----- | ------- | ----- |
| 0     | 95 o +  | 0     |
| 0     | 90 a 94 | 4     |
| 0     | 85 a 89 | 0     |
| 4     | 80 a 84 | 8     |
| 8     | 75 a 79 | 12    |
| 4     | 70 a 74 | 12    |
| 12    | 65 a 69 | 8     |
| 12    | 60 a 64 | 20    |
| 12    | 55 a 59 | 12    |
| 12    | 50 a 54 | 16    |
| 12    | 45 a 49 | 0     |
| 16    | 40 a 44 | 16    |
| 28    | 35 a 39 | 24    |
| 24    | 30 a 34 | 16    |
| 16    | 25 a 29 | 16    |
| 20    | 20 a 24 | 12    |
| 20    | 15 a 19 | 4     |
| 36    | 10 a 14 | 4     |
| 24    | 5 a 9   | 36    |
| 12    | 0 a 4   | 28    |

## Economia
El 2007 la població en edat de treballar era de 329 persones, 221 eren actives i 108 eren inactives. De les 221 persones actives 200 estaven ocupades (114 homes i 86 dones) i 21 estaven aturades (5 homes i 16 dones). De les 108 persones inactives 46 estaven jubilades, 30 estaven estudiant i 32 estaven classificades com a «altres inactius».

### Ingressos
El 2009 a Arzviller hi havia 203 unitats fiscals que integraven 542 persones, la mediana anual d'ingressos fiscals per persona era de 18.528 €.

### Activitats econòmiques
Dels 27 establiments que hi havia el 2007, 1 era d'una empresa extractiva, 2 d'empreses alimentàries, 1 d'una empresa de fabricació d'altres productes industrials, 4 d'empreses de construcció, 1 d'una empresa de comerç i reparació d'automòbils, 1 d'una empresa de transport, 1 d'una empresa d'informació i comunicació, 2 d'empreses financeres, 1 d'una empresa immobiliària, 8 d'entitats de l'administració pública i 5 d'empreses classificades com a «altres activitats de serveis».
Dels 9 establiments de servei als particulars que hi havia el 2009, 1 era una oficina de correu, 1 paleta, 1 fusteria, 1 electricista, 3 perruqueries, 1 agència immobiliària i 1 saló de bellesa.
Dels 3 establiments comercials que hi havia el 2009, 1 era una botiga de menys de 120 m², 1 una fleca i 1 una joieria.
L'any 2000 a Arzviller hi havia 4 explotacions agrícoles.

## Equipaments sanitaris i escolars
El 2009 hi havia una escola elemental.

## Poblacions més properes
El següent diagrama mostra les poblacions més properes.